# Effectif des équipes au Championnat d'Europe de football 1976
Cette page contient la liste de toutes les équipes et de leurs joueurs ayant participé au championnat d'Europe de football 1976. Les âges et le nombre de sélections des footballeurs sont ceux au début de la compétition.

## Effectifs des participants

### Allemagne de l'Ouest
Sélectionneur : Helmut Schön
| No. | Pos.      | Joueur                   | Date de naissance et âge | Sélec. | Club                     |
| --- | --------- | ------------------------ | ------------------------ | ------ | ------------------------ |
| 1   | Gardien   | Sepp Maier               | 28 février 1944          |        | Bayern Munich            |
| 2   | Défenseur | Berti Vogts              | 30 décembre 1946         |        | Borussia Mönchengladbach |
| 3   | Défenseur | Bernard Dietz            | 22 mars 1948             |        | MSV Duisbourg            |
| 4   | Défenseur | Hans-Georg Schwarzenbeck | 3 avril 1948             |        | Bayern Munich            |
| 5   | Défenseur | Franz Beckenbauer        | 11 septembre 1945        |        | Bayern Munich            |
| 6   | Attaquant | Herbert Wimmer           | 9 novembre 1944          |        | Borussia Mönchengladbach |
| 7   | Milieu    | Rainer Bonhof            | 29 mars 1952             |        | Borussia Mönchengladbach |
| 8   | Milieu    | Uli Hoeneß               | 5 janvier 1952           |        | Bayern Munich            |
| 9   | Attaquant | Dieter Müller            | 1er avril 1954           |        | 1. FC Cologne            |
| 10  | Milieu    | Erich Beer               | 9 décembre 1946          |        | Hertha Berlin            |
| 11  | Attaquant | Bernd Hölzenbein         | 9 mars 1946              |        | Eintracht Francfort      |
| 12  | Attaquant | Ronald Worm              | 7 octobre 1953           |        | MSV Duisbourg            |
| 13  | Milieu    | Dietmar Danner           | 29 novembre 1950         |        | Borussia Mönchengladbach |
| 14  | Milieu    | Hans Bongartz            | 3 octobre 1951           |        | FC Schalke 04            |
| 15  | Milieu    | Heinz Flohe              | 28 janvier 1948          |        | 1. FC Cologne            |
| 16  | Défenseur | Peter Nogly              | 14 janvier 1947          |        | Hambourg SV              |
| 17  | Défenseur | Manfred Kaltz            | 6 janvier 1953           |        | Hambourg SV              |
| 18  | Gardien   | Rudi Kargus              | 15 août 1952             |        | Hambourg SV              |

### Pays-Bas
Sélectionneur : George Knobel
| No. | Pos.      | Joueur               | Date de naissance et âge | Sélec. | Club                |
| --- | --------- | -------------------- | ------------------------ | ------ | ------------------- |
| 1   | Gardien   | Piet Schrijvers      | 15 décembre 1946         |        | Ajax Amsterdam      |
| 2   | Défenseur | Wim Suurbier         | 16 janvier 1945          |        | Ajax Amsterdam      |
| 3   | Défenseur | Wim Rijsbergen       | 18 janvier 1952          |        | Feyenoord Rotterdam |
| 4   | Défenseur | Adrie van Kraay      | 1er août 1953            |        | PSV Eindhoven       |
| 5   | Défenseur | Ruud Krol            | 24 mars 1949             |        | Ajax Amsterdam      |
| 6   | Milieu    | Johan Neeskens       | 15 septembre 1951        |        | FC Barcelone        |
| 7   | Milieu    | Wim Jansen           | 28 octobre 1946          |        | Feyenoord Rotterdam |
| 8   | Attaquant | Johnny Rep           | 25 novembre 1951         |        | Valence CF          |
| 9   | Milieu    | Johan Cruijff        | 25 avril 1947            |        | FC Barcelone        |
| 10  | Milieu    | Willy van de Kerkhof | 16 septembre 1951        |        | PSV Eindhoven       |
| 11  | Attaquant | Rob Rensenbrink      | 3 juillet 1947           |        | RSC Anderlecht      |
| 12  | Milieu    | Wim van Hanegem      | 20 février 1944          |        | Feyenoord Rotterdam |
| 13  | Attaquant | Ruud Geels           | 28 juillet 1948          |        | Ajax Amsterdam      |
| 14  | Milieu    | Jan Peters           | 20 juillet 1953          |        | NEC Nimègue         |
| 15  | Milieu    | René van de Kerkhof  | 16 septembre 1951        |        | PSV Eindhoven       |
| 16  | Milieu    | Peter Arntz          | 5 février 1953           |        | Go Ahead Eagles     |
| 17  | Gardien   | Jan Ruiter           | 24 novembre 1946         |        | RSC Anderlecht      |
| 18  | Gardien   | Jan Jongbloed        | 25 novembre 1940         |        | FC Amsterdam        |
| 19  | Attaquant | Kees Kist            | 7 août 1952              |        | AZ Alkmaar          |
| 20  | Défenseur | Wim Meutstege        | 28 juin 1952             |        | Sparta Rotterdam    |

### Tchécoslovaquie
Sélectionneur : Václav Ježek
| No. | Pos.      | Joueur              | Date de naissance et âge | Sélec. | Club                  |
| --- | --------- | ------------------- | ------------------------ | ------ | --------------------- |
| 1   | Gardien   | Ivo Viktor          | 21 mai 1942              |        | Dukla Prague          |
| 2   | Défenseur | Karol Dobiáš        | 18 décembre 1947         |        | TJ Spartak Trnava     |
| 3   | Défenseur | Jozef Čapkovič      | 1er novembre 1948        |        | Slovan Bratislava     |
| 4   | Défenseur | Anton Ondruš        | 27 mars 1950             |        | Slovan Bratislava     |
| 5   | Défenseur | Ján Pivarník        | 13 novembre 1947         |        | Slovan Bratislava     |
| 6   | Défenseur | Ladislav Jurkemik   | 20 juillet 1953          |        | Inter Bratislava      |
| 7   | Milieu    | Antonín Panenka     | 2 décembre 1948          |        | Bohemians ČKD Prague  |
| 8   | Milieu    | Jozef Móder         | 19 septembre 1947        |        | TJ Lokomotíva Košice  |
| 9   | Milieu    | Jaroslav Pollák     | 11 juillet 1947          |        | VSS Košice            |
| 10  | Attaquant | Marián Masný        | 13 août 1950             |        | Slovan Bratislava     |
| 11  | Attaquant | Zdeněk Nehoda       | 9 mai 1952               |        | Dukla Prague          |
| 12  | Défenseur | Koloman Gögh        | 7 janvier 1948           |        | Slovan Bratislava     |
| 13  | Défenseur | Jozef Barmoš        | 28 août 1954             |        | Inter Bratislava      |
| 14  | Défenseur | Pavol Biroš         | 1er avril 1953           |        | Slavia Prague         |
| 15  | Milieu    | Dušan Herda         | 15 juillet 1951          |        | Slavia Prague         |
| 16  | Milieu    | František Veselý    | 7 décembre 1943          |        | Slavia Prague         |
| 17  | Milieu    | Ján Švehlík         | 17 janvier 1950          |        | Slovan Bratislava     |
| 18  | Attaquant | Dušan Galis         | 24 novembre 1946         |        | VSS Košice            |
| 19  | Attaquant | Ladislav Petráš     | 1er décembre 1946        |        | Inter Bratislava      |
| 20  | Milieu    | František Štambachr | 13 février 1953          |        | Dukla Prague          |
| 21  | Milieu    | Přemysl Bičovský    | 18 août 1950             |        | TJ Sklo Union Teplice |
| 22  | Gardien   | Alexander Vencel    | 8 février 1944           |        | Slovan Bratislava     |

### Yougoslavie
Sélectionneur : Ante Mladinić
| No. | Pos.      | Joueur            | Date de naissance et âge | Sélec. | Club                     |
| --- | --------- | ----------------- | ------------------------ | ------ | ------------------------ |
| 1   | Gardien   | Ognjen Petrović   | 2 janvier 1948           |        | Étoile rouge de Belgrade |
| 2   | Défenseur | Ivan Buljan       | 11 décembre 1949         |        | Hajduk Split             |
| 3   | Défenseur | Enver Hadžiabdić  | 6 novembre 1945          |        | FK Željezničar Sarajevo  |
| 4   | Défenseur | Dražen Mužinić    | 25 janvier 1953          |        | Hajduk Split             |
| 5   | Défenseur | Josip Katalinski  | 12 mai 1948              |        | OGC Nice                 |
| 6   | Attaquant | Ivica Šurjak      | 23 mars 1953             |        | Hajduk Split             |
| 7   | Attaquant | Danilo Popivoda   | 1er mai 1947             |        | Eintracht Brunswick      |
| 8   | Milieu    | Branko Oblak      | 27 mai 1947              |        | FC Schalke 04            |
| 9   | Milieu    | Jovan Aćimović    | 21 juin 1948             |        | Étoile rouge de Belgrade |
| 10  | Attaquant | Jurica Jerković   | 25 février 1950          |        | Hajduk Split             |
| 11  | Attaquant | Dragan Džajić     | 30 mai 1946              |        | SEC Bastia               |
| 12  | Gardien   | Enver Marić       | 23 avril 1948            |        | Velež Mostar             |
| 13  | Attaquant | Vahid Halilhodžić | 15 mai 1952              |        | Velež Mostar             |
| 14  | Milieu    | Edhem Šljivo      | 16 mars 1950             |        | FK Sarajevo              |
| 15  | Milieu    | Franjo Vladić     | 19 octobre 1951          |        | Velež Mostar             |
| 16  | Milieu    | Momčilo Vukotić   | 2 juin 1950              |        | Partizan Belgrade        |
| 17  | Attaquant | Slaviša Žungul    | 28 juillet 1954          |        | Hajduk Split             |
| 20  | Défenseur | Luka Peruzović    | 26 février 1952          |        | Hajduk Split             |